# Associação de Handebol Brasileira São Carlos
A Associação de Handebol Brasileira São Carlos é um clube de handebol da cidade de São Carlos.
Participa dos campeonatos da Federação Paulista de Handebol desde 2002, tanto do Campeonato Paulista e da Copa Ouro, na categoria adulto masculino.

## Títulos
- 2006 - Campeão da Copa Ouro (Paulista)[1]
- 2005 - Vice-campeão da Copa Ouro (Paulista)[2]
- 2007 - Vice-campeão da Copa Ouro (Paulista)[3]